# Complexo Metropolitano Expandido

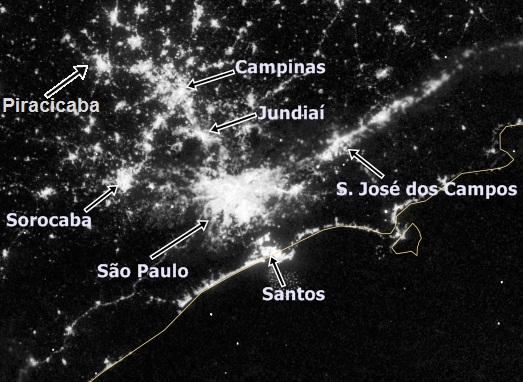
Imagem de satélite do Complexo Metropolitano à noite

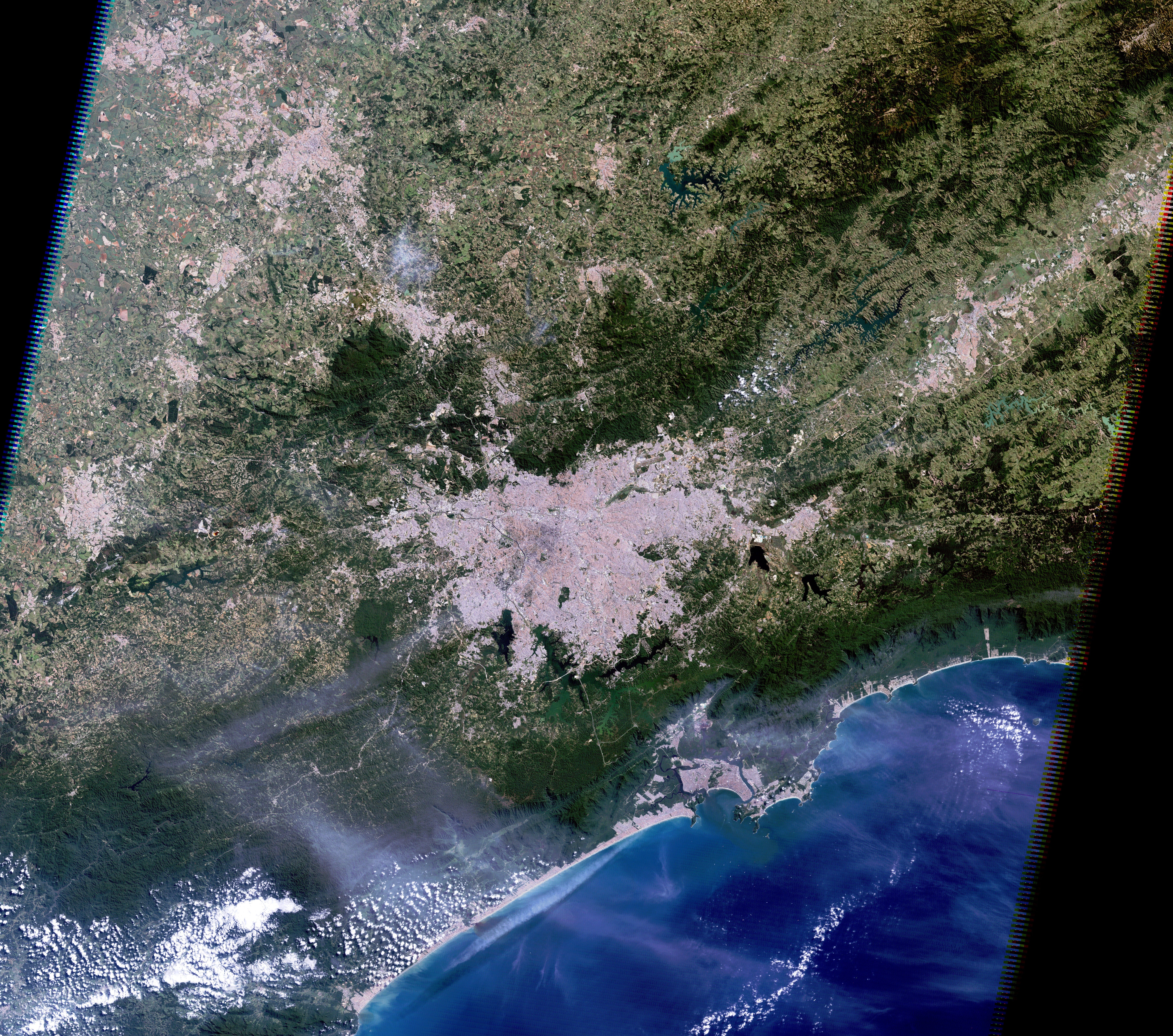
Imagem de satélite mostrando a mancha urbana da macrometrópole; são cerca de 11700 km² o que a torna a maior concentração urbana da América

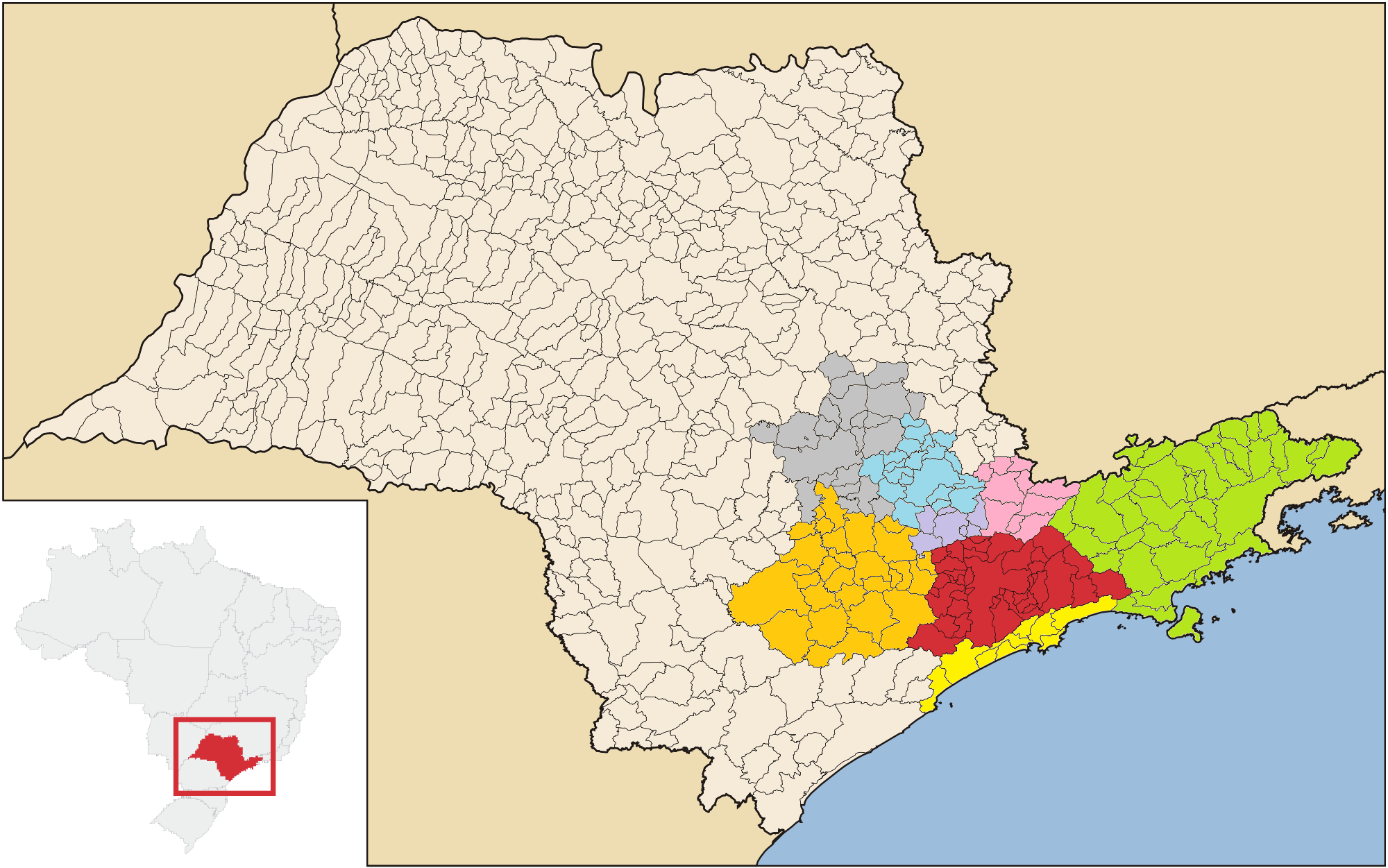
A macrometrópole, suas regiões e áreas de expansão no estado:
Região Metropolitana de São Paulo, núcleo da área/região metropolitana legalmente definida
Região Metropolitana da Baixada Santista
Região Metropolitana de Campinas
Região Metropolitana do Vale do Paraíba e Litoral Norte
Região Metropolitana de Sorocaba
Região Metropolitana de Jundiaí
Região Metropolitana de Piracicaba
Unidade Regional de Bragança Paulista

Densidade populacional dos municípios de São Paulo em 2002 (em hab/km²).
0-25
25-50
50-100
100-150
150-200
200-300
300-400
400-500
> 500

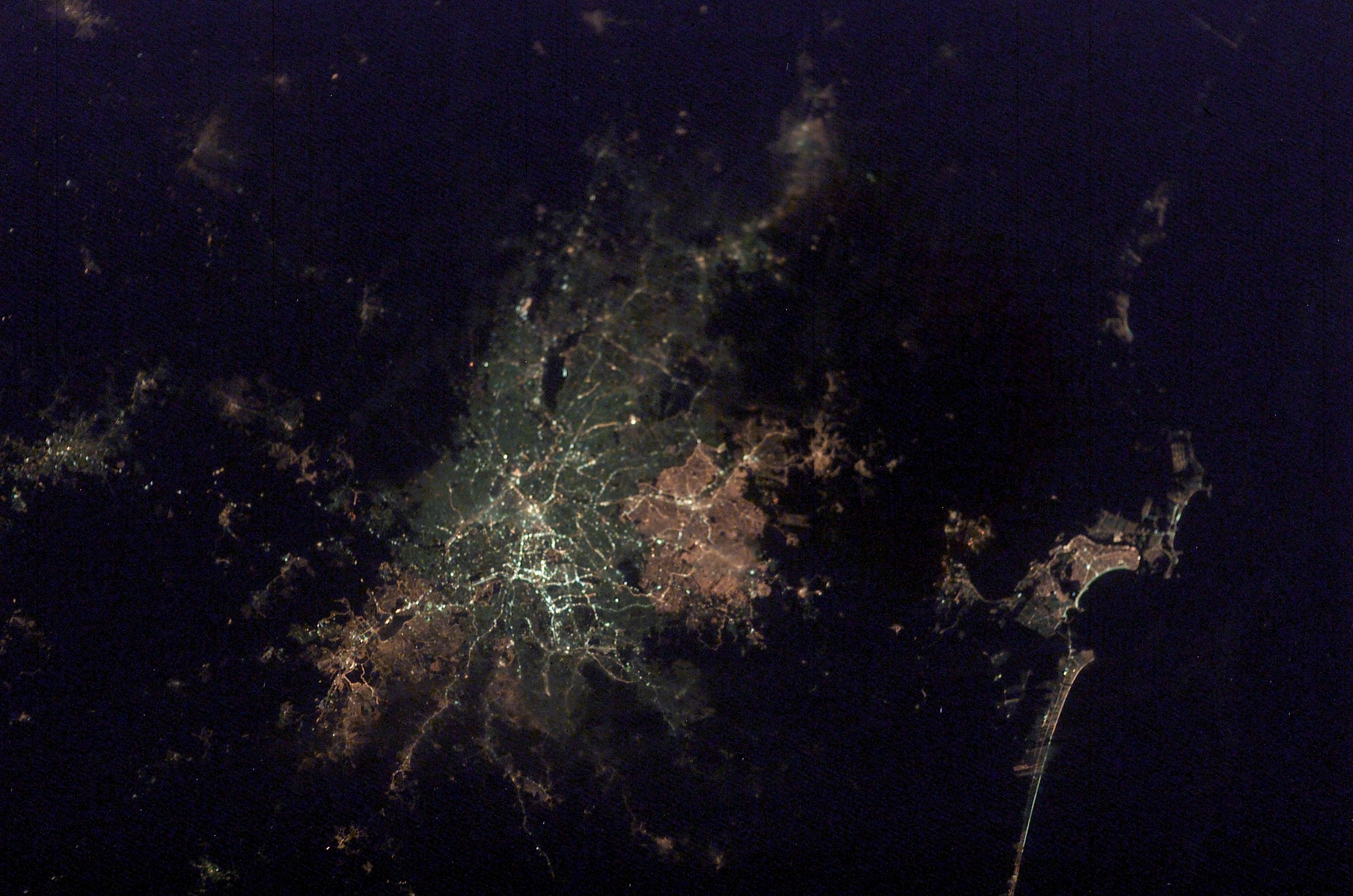
Imagem de satélite mostrando as regiões metropolitanas de São Paulo e da Baixada Santista à noite, a partir da Estação Espacial Internacional.

Complexo Metropolitano Expandido, também conhecido como Macrometrópole Paulista, é uma conurbação de metrópoles localizadas ao redor da Grande São Paulo, no estado de São Paulo, Brasil. Surgiu na conurbação entre os centros metropolitanos paulistas localizados no entorno da Região Metropolitana de São Paulo, que com 21,4 milhões de habitantes é uma das mais populosas aglomerações urbanas do mundo.
Além da "Grande São Paulo", o complexo abrange as regiões metropolitanas de Campinas, da Baixada Santista, do Vale do Paraíba, de Jundiaí, de Piracicaba e de Sorocaba e regiões perimetropolitanas em processo de conurbação, como Bragança Paulista e seu entorno. A população total dessas áreas somada à da capital paulista ultrapassa 33,6 milhões de habitantes, ou aproximadamente 75% da população de todo o estado de São Paulo.
A macrometrópole é a única formação urbana do tipo presente no hemisfério sul e abrange uma área de 53.3 mil quilômetros quadrados, sua área urbanizada é de aproximadamente 11.700,2 km² (50% da área urbanizada do estado) unindo 174 municípios que juntos abrigam 18% da população brasileira e retém boa parte da produção industrial e econômica do país.

## Componentes

### Regiões
Abaixo segue a lista das cidades por população e suas regiões metropolitanas, segundo os dados de 2019.
| Posição | Unidade Regional                                        | População  | Cidade-sede            | População  |
| ------- | ------------------------------------------------------- | ---------- | ---------------------- | ---------- |
| 1       | Região Metropolitana de São Paulo                       | 21 734 682 | São Paulo              | 11 895 893 |
| 2       | Região Metropolitana de Campinas                        | 3 264 915  | Campinas               | 1 154 617  |
| 3       | Região Metropolitana do Vale do Paraíba e Litoral Norte | 2 552 610  | São José dos Campos    | 681 036    |
| 4       | Região Metropolitana de Sorocaba                        | 2 143 786  | Sorocaba               | 637 187    |
| 5       | Região Metropolitana da Baixada Santista                | 1 865 397  | Santos                 | 433 565    |
| 6       | Região Metropolitana de Piracicaba                      | 1 481 652  | Piracicaba             | 423 323    |
| 7       | Região Metropolitana de Jundiaí                         | 804 936    | Jundiaí                | 397 965    |
|         | Total da CME                                            | 33 847 978 | Total das cidades-sede | 15 588 675 |

### Municípios por população
Abaixo segue a lista dos municípios por população, somente acima de 120 mil habitantes. (População estimada em 2019)
| Posição | Município             | População  |
| ------- | --------------------- | ---------- |
| 1       | São Paulo             | 12.252.023 |
| 2       | Guarulhos             | 1.379.182  |
| 3       | Campinas              | 1.204.073  |
| 4       | São Bernardo do Campo | 838.936    |
| 5       | São José dos Campos   | 721.944    |
| 6       | Santo André           | 718.773    |
| 7       | Osasco                | 698.418    |
| 8       | Sorocaba              | 679.378    |
| 9       | Mauá                  | 472.912    |
| 11      | Mogi das Cruzes       | 445.842    |
| 10      | Santos                | 433.311    |
| 12      | Diadema               | 423.884    |
| 14      | Piracicaba            | 423 323    |
| 13      | Jundiaí               | 418.962    |
| 15      | Carapicuíba           | 400.927    |
| 16      | Itaquaquecetuba       | 379.821    |
| 17      | São Vicente           | 365.798    |
| 18      | Praia Grande          | 325.073    |
| 19      | Guarujá               | 320.459    |
| 20      | Taubaté               | 314.924    |
| 21      | Limeira               | 306.114    |
| 22      | Suzano                | 297.637    |
| 23      | Taboão da Serra       | 289.664    |
| 24      | Sumaré                | 282.441    |
| 25      | Barueri               | 274.182    |
| 26      | Embu das Artes        | 273.726    |
| 27      | Indaiatuba            | 251.627    |
| 28      | Cotia                 | 249.210    |
| 29      | Americana             | 239.597    |
| 30      | Itapevi               | 237.700    |
| 31      | Jacareí               | 233.662    |
| 32      | Hortolândia           | 230.851    |
| 33      | Rio Claro             | 206.424    |
| 34      | Ferraz de Vasconcelos | 194.276    |
| 35      | Santa Bárbara d'Oeste | 193.475    |
| 36      | Francisco Morato      | 175.844    |
| 37      | Itapecerica da Serra  | 175.693    |
| 38      | Itu                   | 173.939    |
| 39      | Bragança Paulista     | 168.668    |
| 40      | Pindamonhangaba       | 163.328    |
| 41      | São Caetano do Sul    | 161.127    |
| 42      | Franco da Rocha       | 154.489    |
| 43      | Mogi Guaçu            | 151.888    |
| 44      | Atibaia               | 142.761    |
| 45      | Santana de Parnaíba   | 139.447    |
| 46      | Araras                | 134.236    |
| 47      | Cubatão               | 130.705    |
| 48      | Valinhos              | 129.193    |
| 49      | Jandira               | 124.937    |
| 50      | Ribeirão Pires        | 123.393    |
| 51      | Votorantim            | 122.480    |
| 52      | Guaratinguetá         | 121.798    |
| 53      | Tatuí                 | 121.766    |